# Gombaszögi Ella
Gombaszögi Ella, Grün Erzsébet (Budapest, 1894. december 27. – Budapest, 1951. október 12.) magyar színésznő. Gombaszögi Frida, Margit és Irén testvére.

## Pályája
Grün József és Weisz Róza leányaként született. A Gombaszögi (Grün) lányok közül négyen színésznők lettek. A fennmaradt legendárium azt tartotta róluk, hogy Margit volt a legszebb, Frida a legelőkelőbb, Ella a legmulatságosabb és Irén élt a legtovább. Heltai Jenő róluk mintázta a "Tündérlaki lányok" c. művét.  Elsőéves volt a Színiakadémián, mikor 1913-ban szerződtette a Vígszínház. 1924. április 17-én Budapesten házasságot kötött a nála hat évvel idősebb Nágel Pál bankárral, akitől 1927-ben elvált. 1924-től 1929-ig a Magyar Színház tagja volt. 1929 és 1939 között szerepekre szerződött. Játszott a Belvárosi Színházban, a Fővárosi Operettszínházban, a Király Színházban, a Magyar Színházban, a Komikusok Kabaréjában, a Vígszínházban, az Andrássy úti Színházban, a Művész Színházban és a Pesti Színházban. 1939-től 1940-ig a Dunaparti Színház, 1940-től 1941-ig pedig a Fővárosi Operettszínház tagja volt. Zsidó származása miatt nem léphetett színpadra 1941 és 1944 között. 1945 és 1947 között játszott a Fővárosi Operettszínházban, a Royal Revü Varietében, a Vígszínházban, a Belvárosi Színházban, a Medgyaszay Színházban, a Pesti Színházban és a Művész Színházban. 1947-től 1949-ig a Vígszínház, 1949-től - haláláig - 1951-ig a Madách Színház tagja volt. Számos filmben nyújtott felejthetetlen alakítást, leggyakrabban Kabos Gyula partnereként.  Első filmszerepe az 1933-ban készült Kísértetek vonata, utolsó filmszerepe pedig az 1951-ben készült Déryné című filmben volt. 1951-ben szereptanulás közben, okuláréval a szemén, otthon érte a halál. Osztrovszkij "Farkasok és bárányok" című drámájának Murzaveckaja szerepével a kezében hunyt el.

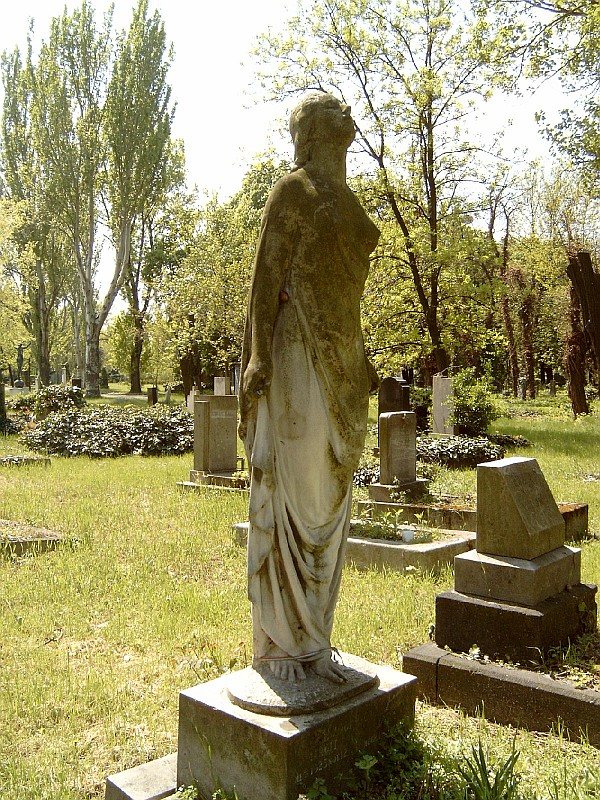
Gombaszögi Ella sírja Budapesten. Kerepesi temető: 33-1-51/a. Pásztor János alkotása.

## Színpadi szerepeiből
A Színházi adattárban regisztrált bemutatóinak száma, 1946-: 17; ugyanitt húsz színházi felvételen is látható.
- Ben Johnson: Volpone....Canina, a kurtizán
- Bús Fekete László: Születésnap....Mademoiselle
- Szomory Dezső: Hermelin....Sári
- Emőd Tamás – Török Rezső: A harapós férj....Lina
- Szép Ernő: Vőlegény....Mariska
- Molnár Ferenc: Az ördög....Elza
- Heltai Jenő: A tündérlaki lányok....Sári
- Hunyady Sándor: Lovagias ügy....Gizike
- Eisemann Mihály: Meseáruház....Mici
- Osztrovszkij: Jövedelmező állás....Kukuskina
- Lope de Vega: A kertész kutyája....Anarda
- Mikszáth Kálmán – Benedek András – Karinthy Ferenc: A Noszty fiú esete Tóth Marival....Krisztina
- J. Gow – A. D'Ussea: Mélyek a gyökerek....Bella, a néger anya
- Lengyel Menyhért: Tihamér....Cica
- Kornyejcsuk: Bodzaliget - Aha Scsuka
- Noël Coward: Vidám kísértet....Madame Árkádia, a jósnő
- Osztrovszkij: Farkasok és bárányok....Murzaveckája
- Vaszary János: Hölgyek és urak....Elvira

## Fővárosi Operettszínház
Kemény Egon - Nóti Károly - Földes Imre - Halász Rudolf: „Fekete liliom” (1946) Romantikus nagyoperett 3 felvonásban. Bemutató: Fővárosi Operettszínház (ma: Budapesti Operettszínház) 1946. december 20. Főszereplők: Karády Katalin, Gombaszögi Ella - Violetta, Fejes Teri, Somogyi Nusi, Latabár Kálmán, Nagy István, Gozmány György, Zentay Ferenc, id. Latabár Árpád. Rendező: Tihanyi Vilmos. Karnagy: Endre Emil. Díszlet: Bercsényi Tibor. Karády Katalin, Fejes Teri, Gombaszögi Ella ruhái a Szitanágay-szalonban készültek. Revükoreográfia: Rudas-fivérek.

„Fekete liliom
Különösen tetszett Kemény Egon szép és ragyogóan hangszerelt muzsikája. Ábrahám Pál legjobb barátja és állandó hangszerelője eddig csak egy saját művel jelentkezett a zenés színpadon, az 1929-ben bemutatott Kikelet utca 3 című darabjával. A Fekete liliom 18 évi szünet után született, és mindenki megállapította, milyen sajnálatos volt ez nagy kimaradás, hiszen Kemény Egon muzsikája lehári s kálmáni nívót képviselt, ugyanakkor magán viselte a modern zenei irányzatok stílusjegyeit.
Rátonyi Róbert: Operett I.-II.”

## Filmjei
- Kísértetek vonata (1933)
- Pardon, tévedtem (1933)
- Egy éj Velencében (1934)
- Mindent a nőért! (1934)
- Ida regénye (1934)
- Az új rokon (1934)
- Meseautó (1934)
- Emmy (1934)
- Szent Péter esernyője (1935)
- A csúnya lány (1935)
- Elnökkisasszony (1935)
- Légy jó mindhalálig (1936)
- Pókháló (1936)
- Hol alszunk vasárnap? (1937)
- Lovagias ügy (1937)
- Fizessen, nagysád! (1937)
- Az én lányom nem olyan (1937)
- Hazugság nélkül (1946)
- Janika (1949)
- Déryné (1951)

## Emlékezete
- 2023 óta nevét őrzi az 560522 Gombaszögi kisbolygó.[11]

## Külső hivatkozások
- Gombaszögi Ella a PORT.hu-n (magyarul)
- Gombaszögi Ella az Internetes Szinkronadatbázisban (magyarul)
- Gombaszögi Ella az Internet Movie Database-ben (angolul)
- HMDB